# Melitta Heim

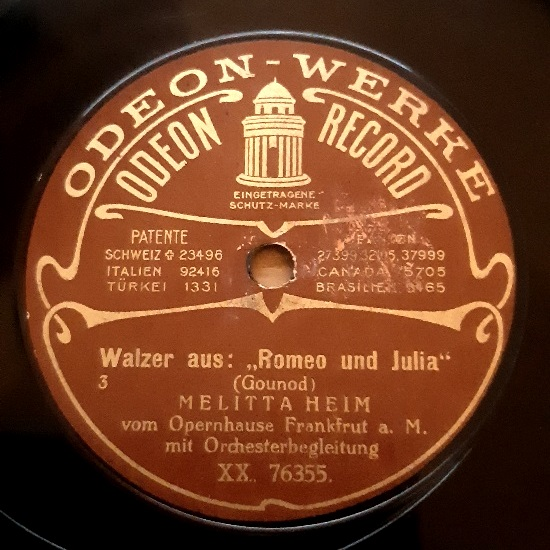
Schallplatte von Melitta Heim (Berlin 1913)

Melitta Heim (* 7. Jänner 1888 in Wien; † Jänner 1950 in London) war eine österreichische Opernsängerin (Sopran).

## Leben
Melitta Heim sang zunächst im Philharmonischen Chor Wien, der unter der Leitung Franz Schrekers stand. Sie studierte Gesang und wurde u. a. von Johannes Ress (1839–1916) ausgebildet. Nach dem Studium ging sie nach Graz, wo sie als Koloratursängerin begann. Im Jahr 1911 ging sie als erste Koloratursopranistin zum Opernhaus in Frankfurt am Main, wo sie bereits Erfolge feiern konnte. Sie blieb dort bis 1916 und ging danach zur Wiener Hofoper. In den Jahren 1912 und 1914 gastierte sie am Drury Lane Theatre in London. Zuletzt war sie Mitglied des Ensembles der Wiener Staatsoper, an der sie wegen einer Nervenkrankheit ab 1922 weitgehend von der Bühne verschwand und nur noch gelegentlich Konzerte gab. Als Jüdin emigrierte sie 1938 nach Großbritannien, wo sie trotz ihrer Krankheit wieder vermehrt Konzerte gab. Sie starb 1950 an einem Herzschlag, der sie mitten auf der Straße ereilte.
Melitta Heim hinterließ Schallplatten der Marke Odeon (Berlin 1913–16), bereits zuvor entstanden einige wenige Aufnahmen für Edison-Walzen (Berlin 1911).